# Ctenomys yatesi
Ctenomys yatesi és una espècie de mamífer rosegador de la família dels ctenòmids. És endèmic del departament de Santa Cruz (Bolívia). Té una llargada total de 220 mm, la cua de 63 mm i un pes de 105 g. El seu pelatge, espès i suau, és de color avellana al dors i de color gris al ventre. L'espècie fou anomenada en honor del biòleg estatunidenc Terry Yates. Forma part del grup Ctenomys boliviensis.